# Lemmysuchus
Lemmysuchus es un género extinto de crocodilomorfo talatosuquio teleosáurido que vivió durante el Jurásico Medio (Calloviense) en Inglaterra y Francia. Como muchos otros teleosáuridos de Europa, ha tenido una convulsionada historia anatómica.

## Taxonomía

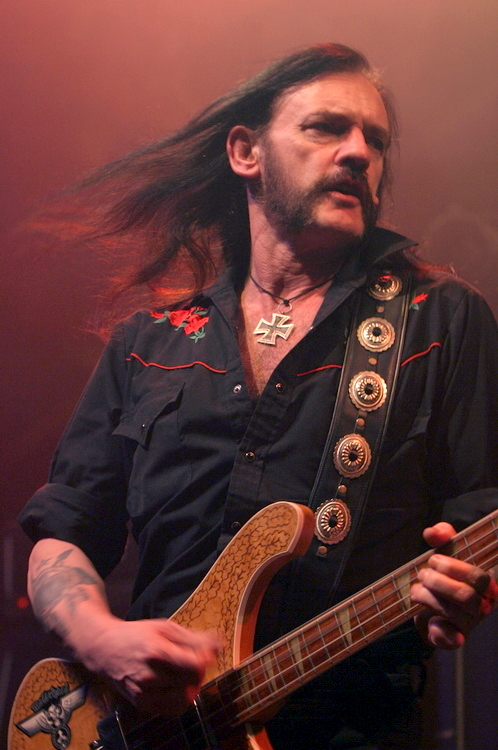
Lemmysuchus fue nombrado por Lemmy de la banda Motörhead.

"Steneosaurus" obtusidens fue descrito originalmente a partir de restos que datan del Calloviense de la Formación Oxford Clay en Cambridgeshire, al sureste de Inglaterra con base en un esqueleto parcial (NHMUK R.3168). Las características citadas como diagnósticas para "S." obtusidens incluyen: rostro corto (con una longitud preorbital del 52% de la longitud craneana total); dientes romos y redondeados en las puntas; los osteodermos de la armadura están adornados con una ornamentación de agujeros alargados.
La validez de "Steneosaurus" obtusidens fue puesta en duda en un artículo de 1987 en que se revisaba los especímenes tipo de las especies nominales de teleosáuridos de Oxford Clay. Los rasgos usados por Charles William Andrews para distinguir a "S." obtusidens de otras especies fueron considerados como variaciones de lo observado en los especímenes de Steneosaurus edwardsi, de modo que "S." obtusidens fue tratado como un sinónimo más moderno de Steneosaurus durobrivensis (=S. edwardsi). Algunos autores consideraron a este taxón como un sinónimo más moderno de Machimosaurus hughii basándose en un espécimen hallado después en rocas expuestas del Calloviense de Calvados, en Baja Normandía en Francia, aunque advertían que se necesitaba de una revisión taxonómica de los teleosáuridos de dientes romos. Esta sinonimia fue aceptada en un artículo de 2009 concerniente a la morfometría de los talatosuquios aunque sin ningún comentario adicional.
En 2013, un nuevo espécimen de Machimosaurus fue descrito de depósitos del Jurásico Superior (Kimmeridgiense en el sur de Alemania (más tarde denominados como Machimosaurus buffetauti), y se hizo claro que la variación entre los teleosáuridos de dientes romos era lo suficientemente significativa a nivel taxonómico como para que "Steneosaurus" obtusidens fuera reconocido como un género diferente a Machimosaurus. Otros estudios cladísticos y comparativos apoyaron esta afirmación, encontrando que "S." obtusidens forma un clado con Machimosaurus y Steneosaurus edwardsi.
En 2017, la especie fue trasladada a su propio género, Lemmysuchus, el cual fue nombrado en referencia al músico Ian Fraser Kilmister, más conocido como "Lemmy" de la banda Motörhead, y la palabra griega para cocodrilo, soukhos.